# Mária Adelheid savoyai hercegnő
Savoyai Mária Adelheid (franciául: Marie Adélaïde de Savoie; Torino, Szardínia, 1685. december 6. – Versailles, Franciaország, 1712. február 12.), a francia trónörökös, Lajos burgundi herceg felesége. Ő volt II. Viktor Amadé, Savoya hercegének legidősebb leánya. A francia dauphinnal 1696 júniusában kötött eljegyzése az 1696. augusztus 29-én aláírt torinói szerződés része volt. Házasságával elnyerte a Burgundia hercegnéje címet, majd apósa, a Nagy Dauphin 1711-es halálával Franciaország dauphineje lett. Férjével való bensőséges kapcsolatából egy felnőttkort megélt fia született, a későbbi XV. Lajos francia király. Fiatalon, mindössze huszonhat esztendősen hunyt el 1712. február 12-én, a Bourbon-házban sok áldozatot szedő kanyaró következtében.

## Élete

### Származása, testvérei

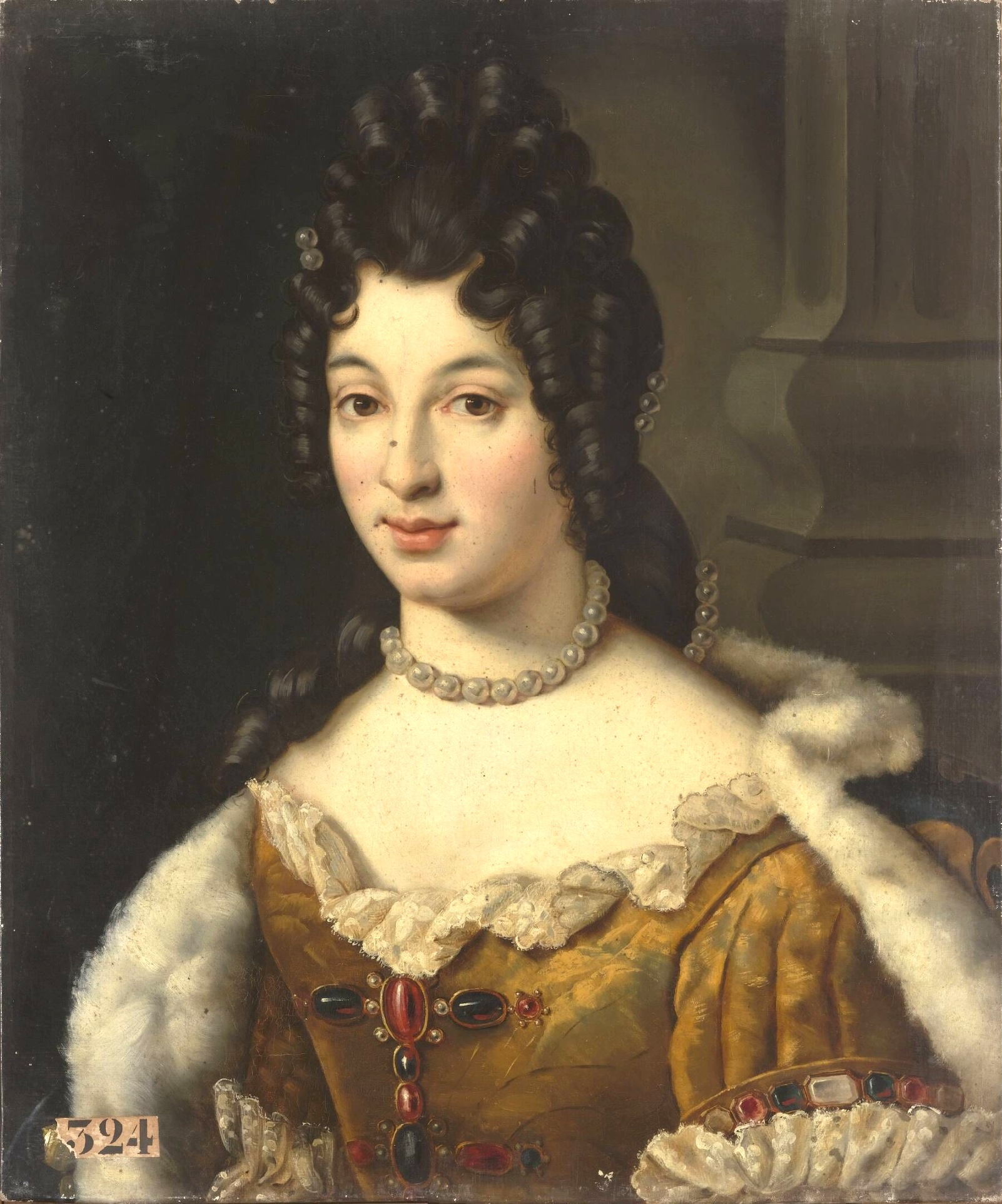
Mária Adelheid savoyai hercegnő

Mária Adelheid savoyai hercegnő 1685-ben született Torinóban, a Piemonti Hercegség fővárosában.
Édesapja a Savoyai-házból való II. Viktor Amadé savoyai herceg (1666–1732) volt, II. Károly Emánuel savoyai hercegnek (1634–1675) és második feleségének, Marie Jeanne Baptiste de Savoie–Nemours hercegnőnek (1644–1724) fia. Apja I. Viktor Amadé néven 1713–1720-ig Szicília királya, majd 1720-tól szárd–piemonti király lett.
Édesanyja Anna Mária orléans-i hercegnő (1666–1728) volt, XIV. Lajos unokahúga, Fülöp orléans-i herceg (1640–1701) és Stuart Henrietta Anna angol királyi hercegnő (Henrietta Anne Stuart, 1644–1670) leánya, I. Károly angol király unokája.
Hat gyermekük sorában Mária Adelheid hercegnő volt az elsőszülött. Csak hárman érték meg a felnőttkort. 
1. Mária Adelheid hercegnő (1685–1712), aki 1697-ben a francia trónörököshöz, Lajos királyi herceghez, Burgundia hercegéhez (Louis de France, duc de Bourgogne, 1682–1712). Az ő harmadik fiából lett XV. Lajos francia király.
2. Mária Anna (1687–1690), kisgyermekként meghalt.
3. Mária Lujza Gabriella hercegnő (1688–1714), 1701-től V. Fülöp spanyol király (1683–1746) felesége.
4. Viktor Amadé herceg (1699–1715), Piemont hercege, serdülőként meghalt.
5. Károly Emánuel herceg (1701–1773), 1715-től trónörökös, 1730-tól III. Károly Emánuel néven Savoya és Piemont hercege, szárd–piemonti király.
6. Emánuel Filibert (1705–1705), Chablais hercege, születésekor meghalt.

### Házassága, gyermekei
1696-ban lezárult a háború a Savoyai Hercegség és a Francia Királyság között. 1696. szeptember 15-én Torinóban II. Viktor Amadé savoyai herceg és Lajos francia királyi herceg (1661–1711), XIV. Lajos francia király legidősebb fia és egyetlen élő gyermeke, a fő trónörökös (le Grand Dauphin) szerződést kötöttek, amelyben a békekötés részeként a 11 éves Mária Adelheid hercegnőt eljegyezték a 14 éves Lajos királyi herceggel, Burgundia hercegével (Louis de France, duc de Bourgogne, 1682–1712), a szerződést megkötő Lajos királyi hercegnek, fő trónörökösnek (1661–1711) és Mária Anna bajor választófejedelmi hercegnőnek (Kurprinzessin, 1660–1690) legidősebb fiával, XIV. Lajos király unokájával, Fülöpnek, Anjou hercegének (1683–1746), a jövendő V. Fülöp spanyol királynak bátyjával.
Magát a házassági szertartást 1697. december 7-én a versailles-i kastélyban tartották meg. A házasságot a menyasszony fiatal kora miatt még néhány évig nem lehetett „beteljesíteni”.
A házasságból három fiú született, az első kettő meghalt gyermekkorban, csak a legfiatalabb érte meg a felnőttkort.
- Lajos királyi herceg (Louis I de Bourbon), Bretagne hercege (1704–1705), csecsemőként meghalt.
- Lajos királyi herceg (Louis II de Bourbon), Bretagne hercege (1707–1712), trónörökös, kisgyermekként meghalt.
- Lajos királyi herceg, Anjou hercege (1710–1774), 1712-től trónörökös (dauphin), 1715-től XV. Lajos néven Franciaország királya.

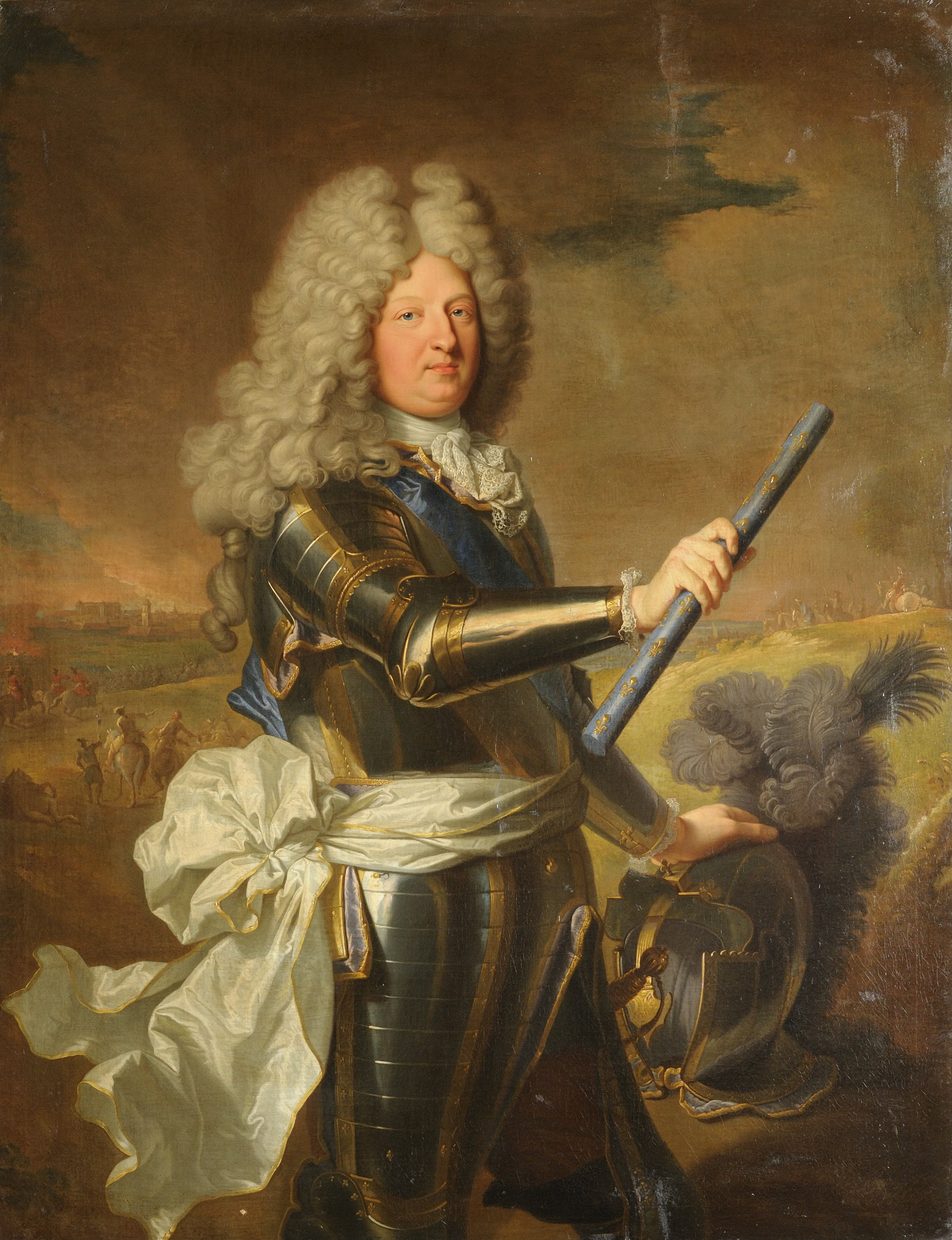
Apósa, Lajos herceg (1661–1711), trónörökös
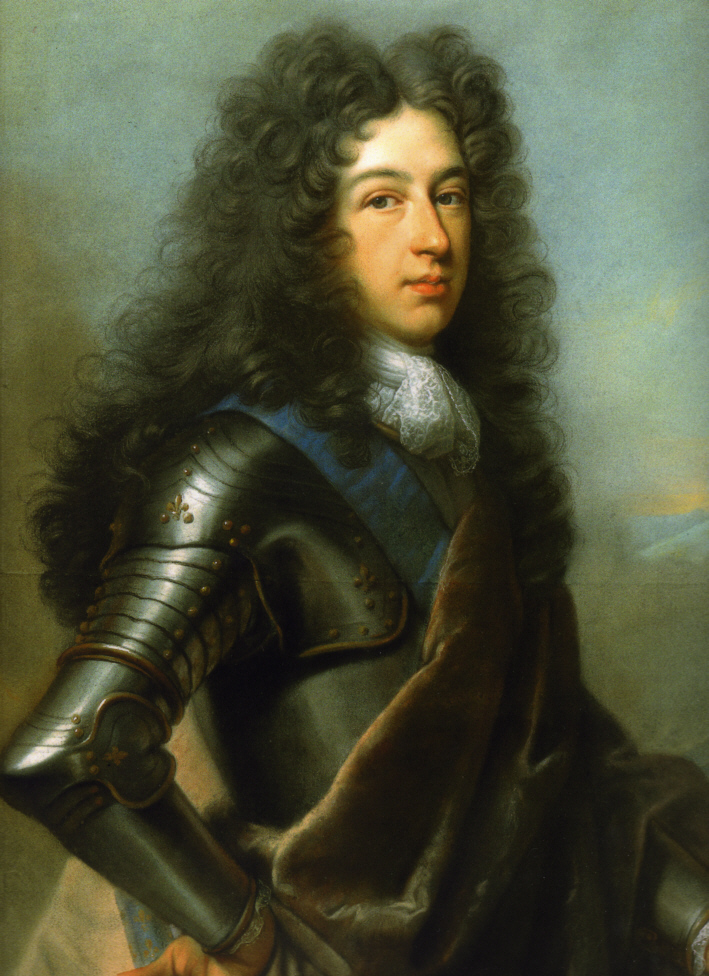
Férje, Lajos herceg (1682–1712), trónörökös
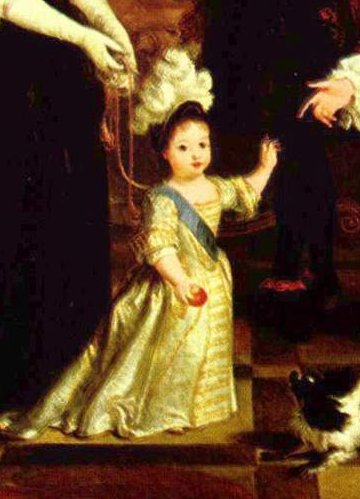
Második fia, Lajos herceg (1707–1712), trónörökös
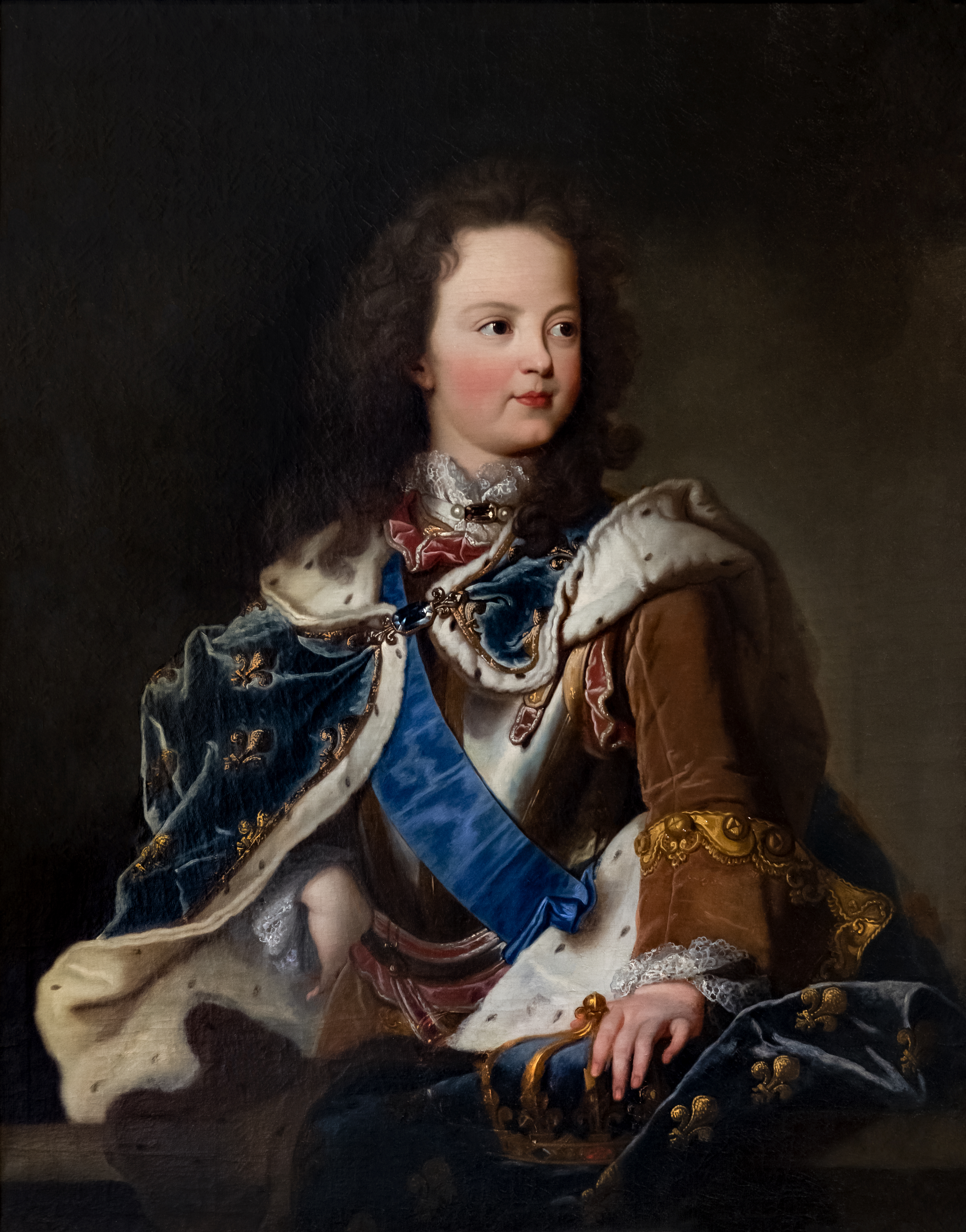
Harmadik fia, XV. Lajos király (1710–1774)

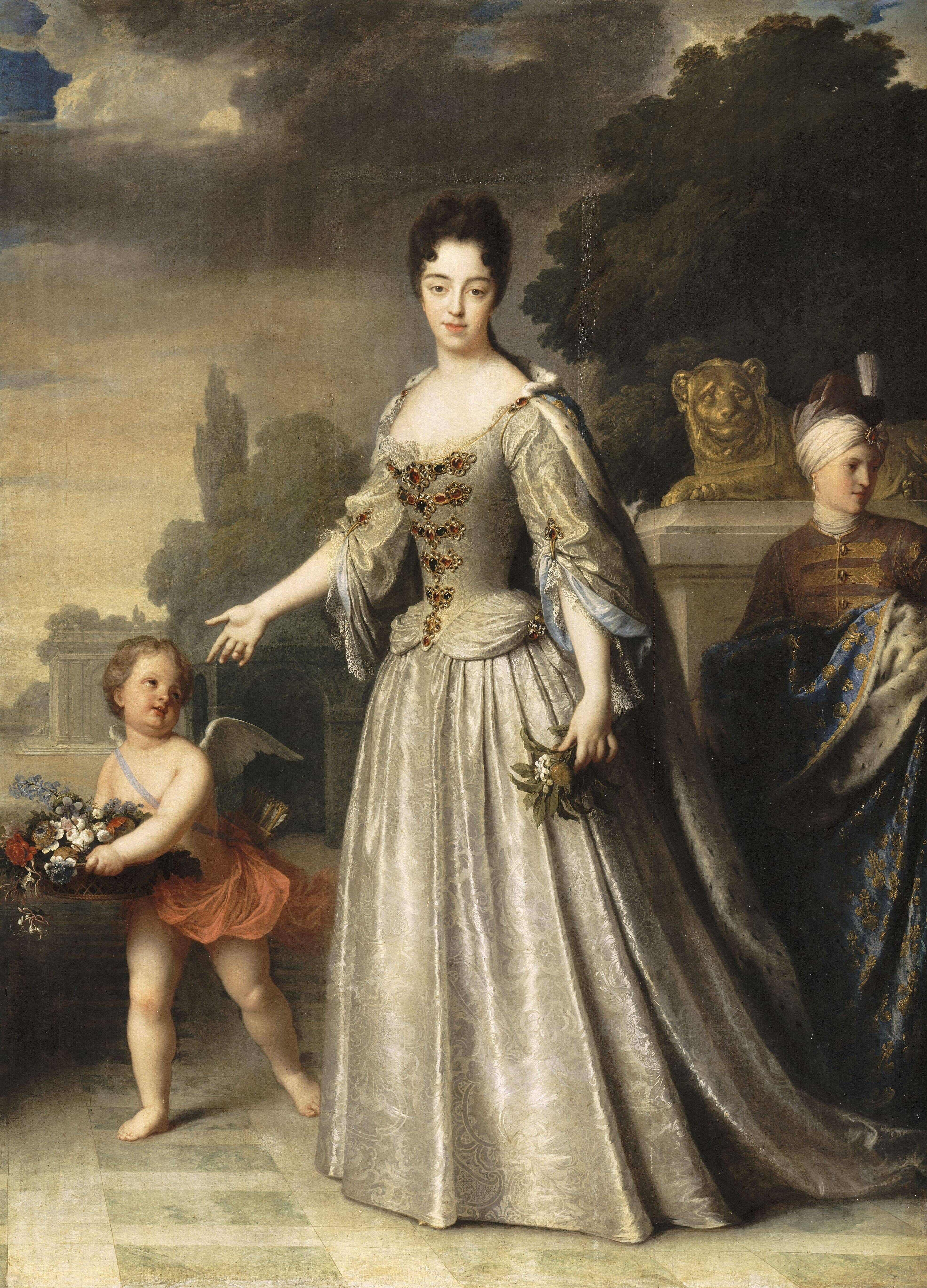
Mária Adelheid savoyai hercegnő

### ANapkirályudvarában
Az ifjú Mária Adelheid hercegné szeretetreméltó és barátságos személyiség volt, hamarosan elnyerte a francia királyi család tagjainak rokonszenvét. Teljesen elbűvölte férjének nagyapját, az idős XIV. Lajost. Megszerettette magát a király titkos feleségével, a szigorú Madame de Maintenonnal is, akit családiasan „nénémnek” szólított. Férjével, az intelligens és érzékeny Burgundia hercegével is szoros és bizalmas kapcsolatot épített, férjének minden helyzetben szilárd támasza maradt. Mindig kifejezte az illő tiszteletet apósa, az idősebb Lajos herceg, a fő trónörökös (le Grand Dauphin) iránt is, pedig amaz nem sokra tartotta saját idősebbik fiát, Burgundia hercegét. 1697 és 1712 között ő volt az összes családtagot összekötő kapocs. Amikor fiai megszülettek, az egész udvar már benne látta a jövendő francia királynét.
Mária Adelheid húga, Mária Lujza Gabriella 1701. november 2-án, alig 13 évesen feleségül ment Mária Adelheid férjének öccséhez, a Bourbon-házból való Fülöp francia királyi herceghez, Anjou hercegéhez (1683–1746), a Nagy Trónörökös második fiához, aki 1700 óta V. Fülöp néven Spanyolország királyaként, egyben Nápoly és Szicília királyaként uralkodott, a Napkirály nagyhatalmi törekvései szerint.
A két savoyai hercegnő, Mária Adelheid és húga, Mária Lujza Gabriella két egytestvér francia királyi herceghez ment férjhez. A dinasztikus házasságokkal az idős XIV. Lajos a célja egyfelől az volt, hogy szorosra fűzze a két uralkodó család, a Bourbonok és a Savoyaiak kapcsolatát. A Napkirály nem kevésbé fontos célja volt az is, hogy a köpönyegforgató, minden lehetőséget ügyesen kihasználó II. Viktor Amadé savoyai herceget elfordítsa hűbérurától, a spanyol trónra áhítozó I. Lipót német-római császártól, és szövetségesévé tegye a közelgő háborúban.
1702-ben kitört a pusztító spanyol örökösödési háború. Spanyolország a Francia Királyság szövetségeseként lépett hadba. XIV. Lajos tervei nem váltak valóra. Apóstársa, II. Viktor Amadé savoyai herceg – leányainak könyörgése ellenére – saját hatalmi érdekeit követve a Habsburg Birodalom mellé állt. (Megtorlásul a francia hadsereg 1703-ban elfoglalta és a háború végéig megszállva tartotta Savoyát és Piemontot).
Szerette a fényes ünnepségeket, a vadászatot, a játékokat, bár környezetének tagjai sok gondot is okoztak neki. Őrködött jámbor férje felett, szembeszállt a férjét gúnyoló családtagokkal, köztük saját apósával, a Nagy Trónörökössel és XIV. Lajos házasságon kívüli, de törvényesített leányaival, Louise Françoise de Bourbon hercegnővel (1673–1743), Nantes kisasszonyával (Madame de Montespan márkiné leányával), és Marie Anne de Bourbon hercegnővel (1666–1739), Blois első kisasszonyával (Louise de la Vallière hercegnő leányával). 1708-ban, amikor a férje által vezetett királyi hadsereg az oudenaarde-i csatában nagy vereséget szenvedett, Mária Adelheid védte meg őt az udvari emberek gúnyolódásaitól. A fiatal hercegné legfőbb védelmezője maga az öreg király volt, aki udvarában ki is hirdette, hogy Mária Adelheidet legkedvesebb rokonának tekinti. Mária Adelheid sokkal szabadabban élhetett a versailles-i kastélyban, mint a királyi család bármely más tagja.

### Arat a halál
1711-ben meghalt Mária Adelheid apósa, Lajos királyi herceg, XIV. Lajos király egyetlen élő fia, a Francia Királyság „nagy trónörököse” (le Grand Dauphin). Fia, Lajos burgundiai herceg, Mária Adelheid férje lett az új trónörökös.
1712 elején azonban kanyaró - (más kutatók szerint skarlát) – járvány tört ki, a fertőzést a versailles-i kastélyba is behurcolták, a burgundiai herceg családjának tagjai is mind megkapták. Ezek a betegségek akkoriban halálos kockázattal jártak. Elsőként Mária Adelheid hercegné halt meg február 12-én, életének 27. évében, hasonlóan húgához, Mária Lujza Gabriella spanyol királynéhoz, nagynénjéhez, Mária Lujza orléans-i hercegnőhöz és anyai nagyanyjához, Stuart Henrietta Anna angol királyi hercegnőhöz, akik mind életük 27. évében haltak el.
Néhány nap múlva, február 18-án meghalt a férje, Lajos herceg is, a király unokája, a Francia Királyság trónörököse. Három héttel ezután, március 8-án belehalt a fertőzésbe második fiuk, az ötéves Lajos herceg (Louis II de Bourbon) is, aki apja halálának pillanatában Burgundia hercege és a királyság új trónörököse lett.
Így lehetett Mária Adelheid hercegné harmadik, legkisebb fiából, XIV. Lajos dédunokájából, Lajos anjou-i hercegből 1712. március 8-án trónörökös (dauphin), majd 1715-ben, dédapja halálával XV. Lajos néven Franciaország királya. XIV. Lajos összes törvényes örököse, akik megelőzték őt a sorban, mind meghaltak. Az egyetlen megmaradt törvényes örökös, Anjou hercegének esetleges elhunyta olyan súlyos kockázatot jelentett, hogy életének utolsó éveiben XIV. Lajos több, házasságon kívül született, de törvényesített fiának is megadta a „királyi vérből való herceg” (prince de sang royal) rangot, hogy a törvényes trónöröklést minden körülmények között biztosítsa.